# Bethany Dillon
Bethany Dillon (nacida como Bethany Adelsberger) (Bellefontaine, Ohio, 22 de septiembre de 1988) es una cantante estadounidense de música cristiana contemporánea.

## Biografía
Bethany empezó a tocar guitarra a la edad de 10 años. Su carrera musical empezó a los 13 años, grabando un álbum independiente (titulado Vulnerable), que llegó a las manos del ejecutivo de EMI Brad O´Donell.  Las audiencias se conectaron con su primera grabación casi inmediatamente, y los resultados varios singles, nominaciones a los Dove Awards, buenas críticas y un exponencial crecimiento del grupo de admiradores, que propulsaron su carrera en grandes saltos.
En el año 2004 lanza su álbum debut, titulado como su nombre, siendo el trabajo discográfico de más altas ventas del año para el debut de una artista femenina, y atrajo nominaciones  a los GMA Dore Awards en las categorías mejor vocalista Femenina y mejor artista nuevo del año. El sencillo All I Need en tanto, alcanzó la posición número uno en los charts de música cristiana estadounidense, mientras que alcanza la posición Nº 18 del ranking Billboard Albums.

## Discografía
- Bethany Dillon (2004)
- Imagination (2005)
- Waking Up (2007)
- So Far: The Acoustic Sessions  (2008)
- In Christ Alone: Modern Hymns of Worship (2008)
- Stop & Listen (2009)

### EP
| The Beautiful Sessions (lanzado el 11 de febrero de 2004) Lista de temas: 1. Beautiful 2. Move Forward 3. Beautiful (acústico) 4. Great Big Mystery (acústico) 5. For My Love (acústico) 6. Revolutionaries (acústico) |
| Connect Sets (lanzado el 13 de diciembre de 2005) Lista de temas: 1. All That I Can Do 2. Hallelujah 3. Beautiful |
| Top Five Hits: Bethany Dillon (lanzado el 5 de diciembre de 2006) Lista de temas: 1. All I Need 2. Beautiful 3. Hero 4. Dreamer 5. Hallelujah |
| So Far: Acoustic Sessions EP (lanzado el 2 de octubre de 2007 (digitalmente)/1 de abril de 2008 (físicamente) Lista de temas: 1. Dreamer (acústico) 2. When You Love Someone (acústico) 3. We Can Work It Out (acústico) 4. Top Of The World (acústico) 5. Hallelujah (acústico) 6. All I Need (acústico) 7. The Kingdom (acústico) 8. Hero 9. Beautiful (acústico) 10. Let Your Light Shine (acústico) |

### Singles
- 2004 - All I Need
- 2004 - Beautiful
- 2004 - Lead Me On
- 2004 - O Come, O Come Emmanuel (solo digital)
- 2005 - God Rest Ye Merry Gentlemen
- 2005 - All That I Can Do
- 2005 - Hallelujah
- 2006 - Dreamer
- 2007 - The Kingdom
- 2007 - Let Your Light Shine
- 2007 - When You Love Someone
- 2009 - Everyone To Know

## Premios
| Año  | Premio         | Categoría                                            | Resultado |
| ---- | -------------- | ---------------------------------------------------- | --------- |
| 2005 | GMA Dove Award | Nuevo artista del año                                | Nominada  |
| 2005 | GMA Dove Award | Vocalista femenina del año                           | Nominada  |
| 2005 | GMA Dove Award | Álbum Pop/Contemporáneo del año (por Bethany Dillon) | Nominada  |
| 2006 | GMA Dove Award | Vocalista femenina del año                           | Nominada  |